# Cộng hòa Minerva
Cộng hòa Minerva (tiếng Anh: Republic of Minerva) là một vi quốc gia tuyên bố chủ quyền đối với rặng Minerva ở Tonga, được thành lập năm 1972. Đây là một trong số ít những nỗ lực hiện đại nhằm thành lập một quốc gia có chủ quyền trên một một hòn đảo nhân tạo. Kiến trúc sư của đảo là triệu phú bất động sản và nhà hoạt động chính trị Michael Oliver đến từ Las Vegas. Oliver đã thành lập một tổ chức tên là Quỹ Nghiên cứu Sự sống Đại dương với nguồn tài chính đáng kể và có văn phòng tại New York và London. Họ mong muốn thiết lập một xã hội tự do "không có thuế, phúc lợi, trợ cấp, hay bất kỳ hình thức can thiệp kinh tế nào." Ngoài du lịch và đánh cá, nền kinh tế của quốc gia mới sẽ bao gồm công nghiệp nhẹ và các ngành thương mại khác, tuy nhiên dự án này đã dừng hoạt động. Theo Glen Raphael, "Lý do chính khiến dự án Minerva thất bại là những người theo chủ nghĩa tự do có liên quan không muốn chiến đấu vì lãnh thổ của họ." Theo Reason, Minerva đã "ít nhiều bị bao phủ bởi biển cả".

## Tiền xu

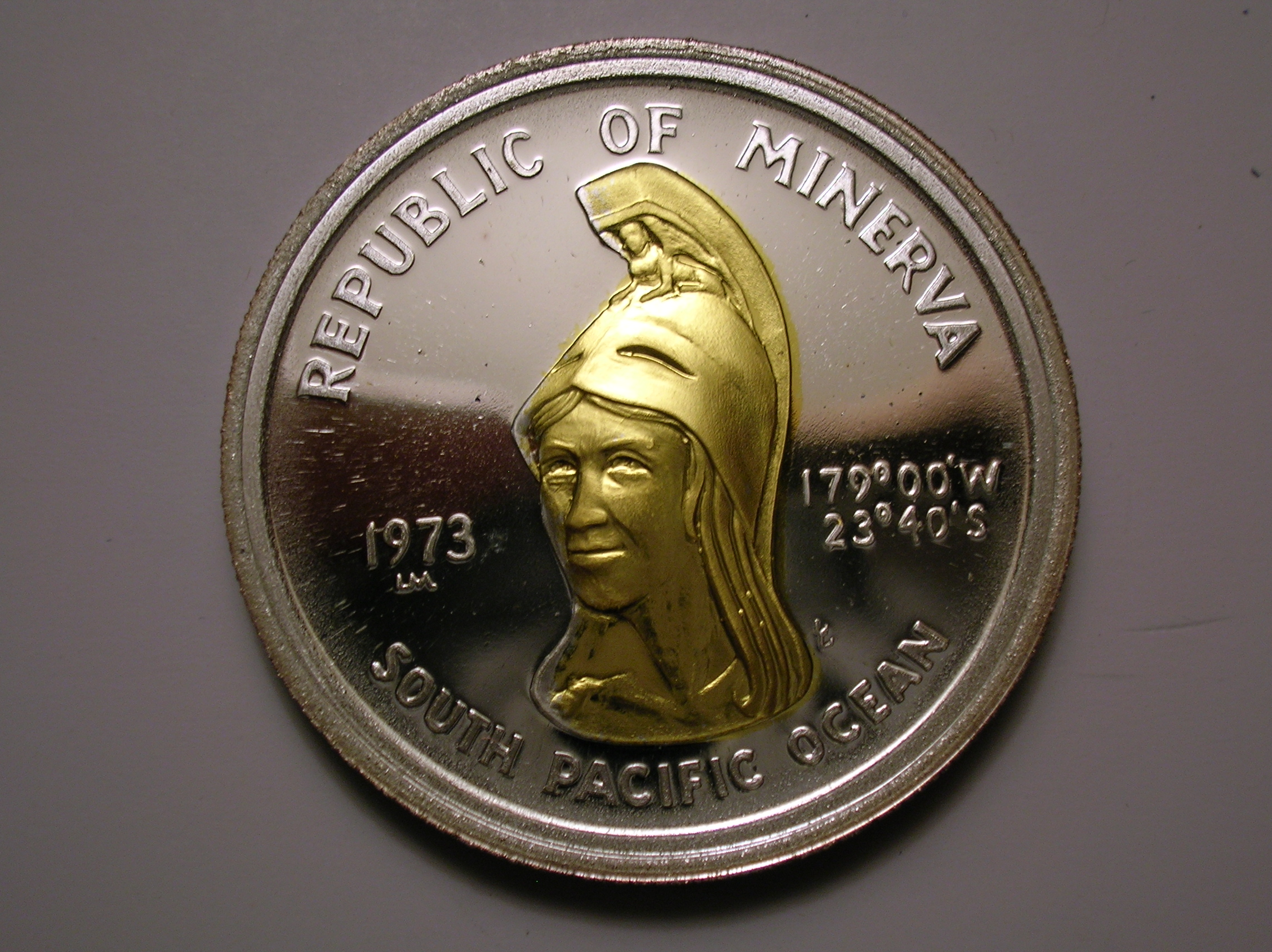
Mặt trước của đồng xu 35 Dollar Minerva
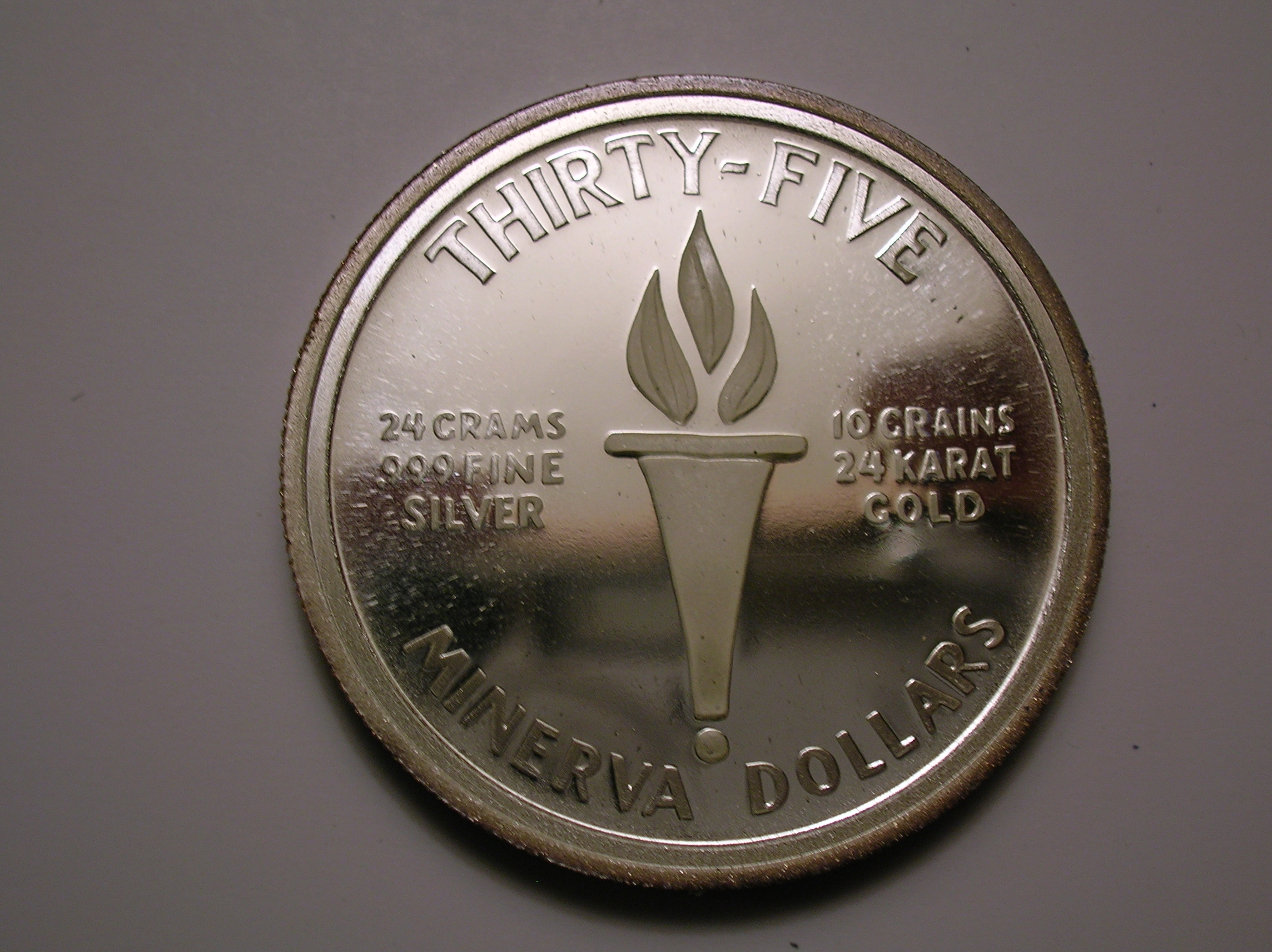
Mặt sau của đồng xu 35 Dollar Minerva